# Liste alphabétique des membres de l'assemblée provinciale du Berry de 1778
Pour un article plus général, voir Généralité de Bourges.
Cette liste a pour but de recenser, classés alphabétiquement, les députés titulaires (députés du clergé, de la noblesse et du tiers état), nommés à l'Assemblée provinciale du Berry créée par Jacques Necker, en l'arrêt du Conseil du 12 juillet 1778 et tenue pour la première fois le 5 octobre, ainsi que les députés suppléants ayant siégé :
Note : Le nom des députés suppléants ayant siégé est indiqué en italique. Lorsqu'il est connu, le nom du député remplacé est indiqué an fin de ligne.

## A
- M. Abicot, d'Aubigny, nommé par l'assemblée pour le tiers-état.
- M. Alabonne de l'Enclave, de Saint Benoît-du-Sault, nommé par l'assemblée pour le tiers-état.

## B
- le comte du Buat, seigneur de Neuvy-sur-Baranjon, nommé par le roi pour la noblesse.
- le marquis de Bonneval, seigneur de Bannegon, nommé par l'assemblée pour la noblesse.
- le marquis de Bouthillier, seigneur des Aix-d'Angillon, nommé par l'assemblée pour la noblesse.
- le marquis du Blosset, nommé par l'assemblée pour la noblesse.
- M. Baucheton, de Massay, nommé par l'assemblée pour le tiers-état.
- M. Belleau, du Blanc, nommé par l'assemblée pour le tiers-état.
- M. Bengy, lieutenant-général au bailliage, nommé par l'assemblée pour procureur-syndic de l'assemblée.
- M. Bernot de Congy, de La Charité-sur-Loire, nommé par l'assemblée pour le tiers-état.
- M. Blanchard, prieur de N.-D. de Salles, nommé par l'assemblée pour le clergé.
- M. Bonneau, de Buzançais, nommé par l'assemblée pour le tiers-état.
- M. de Betizi, de Mezières, abbé de Barzelle (évêque d'Uzès), nommé par l'assemblée pour le clergé.
- M. de Boisé, prieur de Saint-Hilaire près Linières, nommé par l'assemblée pour le clergé.
- le comte de Barbançon, seigneur de Contremoret, nommé par le roi pour la noblesse.

## C
- M. de Courault, comte de La Roche-Chevreux, nommé par l'assemblée pour la noblesse.
- le comte de Chabrillant, seigneur du Magny, nommé par l'assemblée pour la noblesse.

## D
- M. Desserand, de Bourges, nommé par l'assemblée pour le tiers-état.
- M. Dumont, procureur du roi au bureau des finances, nommé par l'assemblée pour procureur-syndic de l'assemblée.

## E
- M. de l'Étang, chanoine de Saint-Cyr d'Issoudun, nommé par l'assemblée pour le clergé.

## F
- Ferrand de Saligny, de Bengy-sur-Craon, nommé par  le roi pour le tiers-état.
- M. Fermet des Mornières, de Châtillon-sur-Indre, l'assemblée pour le tiers-état.

## G
- le marquis de Gaucourt, nommé par le roi pour la noblesse (mort à l'ouverture).
- M. Geoffrenet des Beauxplains, de Saint-Amand, nommé par l'assemblée pour le tiers-état.
- M. Grangier, Étienne-Antoine, de Sancerre, nommé par l'assemblée pour le tiers-état.
- M. Guimon, de Châteauroux, nommé par l'assemblée pour le tiers-état.

## H
- M. de Hercé, abbé de Chézal-Benoît, nommé par l'assemblée pour le clergé.

## L
- M. de Lacoux de Ménard, abbé des chapitres de Notre-Dame et de Saint-Martin de Châteauroux, nommé par  l'assemblée pour le clergé.

M. le chevalier de Lammerville, nommé par? pour la noblesse

## M
- M. Merle de La Brugières, secrétaire de l'archevêché, nommé par l'assemblée pour secrétaire de l'assemblée.

## P
- M. de Phelippeaux, archevêque de Bourges, nommé par le roi pour le clergé.
- le comte de Poix, seigneur de Marécreux, nommé par l'assemblée pour la noblesse.
- M. Poisle-Desgranges, de Cluys-Dessus, nommé par l'assemblée pour le tiers-état.

## R
- M. Rappin de Chevenet de Donzy[1], nommé par l'assemblée pour le tiers-état.
- M. Robert, d'Issoudun, nommé par l'assemblée pour le tiers-état.
- M. Robertet, d'Issoudun, nommé par l'assemblée pour le tiers-état.
- Rebières de Lizières de La Souterraine, nommé par le roi pour le tiers-état.

## S
- Soumard de Crosses, de Bourges, nommé par le roi pour le tiers-état.
- M. de Sahuguet, Baron d'Espagnac et Comte de Sancerre, nommé par l'assemblée pour la noblesse.
- M. de Saucé, seigneur d'Azay-le-Ferron, nommé par l'assemblée pour la noblesse.
- M. de Savary, marquis de Lancosme, nommé par le roi pour la noblesse.
- M. de Séguiran, abbé du Landais (futur évêque de Nevers), par le roi pour le clergé.

## T
- M. Taillandier-Duplaix de Saint-Hilaire, près Linières, nommé par l'assemblée pour le tiers-état.
- M. Terminet, prieur de Graçay, nommé par l'assemblée pour le clergé.
- Terrasse de Châteauneuf-sur-Cher, nommé par le roi pour le tiers-état.
- M. Trotignon de l'Épinière de Levroux, nommé par l'assemblée pour le tiers-état.
- Guimon de La Touche, de Châteauroux, nommé par le roi pour le tiers-état.

## V
- M. de Vélard, chanoine de Bourges et archidiacre de Buzançais, nommé par le roi pour le clergé.
- M. de Véry, abbé de Saint-Satur, nommé par le roi pour le clergé.
- de La Varenne, de Vierzon, nommé par le roi pour le tiers-état.

## Z
Sources :
- « Histoire du Berry depuis les temps les plus anciens jusqu'en 1789 », de Louis Raynal, Bourges - 1847.